# アミノアセトニトリル
アミノアセトニトリル（英: Aminoacetonitrile）は、ニトリルとアミノ基からなる有機化合物である。構造は、最も単純なアミノ酸であるグリシンに類似する。通常は、塩化物または硫酸塩として市販される。毒物及び劇物取締法の劇物に該当する。

## 製造と用途
工業的には、グリコロニトリルとアンモニアから作られる。
HOCH2CN  +  NH3   →   H2NCH2CN  +  H2O
アミノアセトニトリルの加水分解により、グリシンを生じる。
アミノアセトニトリルは特定の線虫に対してアセチルコリンのアゴニストとして作用し、駆虫薬として使用される。痙攣性麻痺と、宿主からの迅速な排除をもたらす。

## 星間物質
2008年に、アミノアセトニトリルがいて座銀河の中心付近の巨大な星雲に存在することが、マックスプランク電波天文学研究所 (Max Planck Institute for Radio Astronomy) の調査により明らかになったこれは、グリシンが宇宙に広く存在するかどうかの議論に重要な発見である。